# United States Army Forces in the Philippines – Northern Luzon
L'United States Army Forces in the Philippines – Northern Luzon (USAFIP-NL) (Tagalog : Sandahang Lakas ng Estados Unidos sa Pilipinas - Hilagang Luzon (SLEUP-HL) / Hukbong Sandatahan ng Estados Unidos sa Pilipinas - Hilagang Luzon (HSEUP-HL) ; Ilocano : Fuerza Armada ti Estados Unidos iti Filipinas - Amianan ti Luzon (FAEUF-AL)) était une organisation militaire et de guérilla active aux Philippines durant l'occupation japonaise. Il était composé de soldats de l'armée américaine et de l'armée philippine, de réservistes et de volontaires civils.
Il fut actif du 1er janvier 1942 au 30 juin 1946 et commandé par le colonel Moïse, suivi de Russell W. Volckmann.
À la suite de l'occupation japonaise des Philippines à travers la campagne de libération du pays, les opérations militaires et de guérilla des unités de l'USAFIP-NL ont opéré dans le nord de Luçon, y compris certaines provinces d'Ilocos Norte, Ilocos Sur, La Union, Abra, Mountain Province, Cagayan, Isabela et Nueva Vizcaya.